# Alfhild Stormoen
Alfhild Stormoen (Kristiania, 30 gennaio 1883 – Oslo, 11 febbraio 1974) è stata un'attrice norvegese.

## Biografia
Stormoen ha debuttato nel 1904 nel ruolo di Agnete nel lavoro teatrale omonimo di Amalie Skram, ed è rimasta attiva al Centralteatret di Oslo fino al 1907. Dal 1908 è passata al Teatro Nazionale di Oslo, dove ha lavorato fino al 1951. È stata una valente attrice caratterista, in particolare nei ruoli di Karen in Regnskapets dag di Nils Kjær, Mathilde in De Nygifte, Tora in Sigurd Slembe e della vedova del pastore in Over ævne I, opere di Bjørnstjerne Bjørnson, nonché nel ruolo di Petra Hargant in Finfeier di Nini Roll Anker.
Ha recitato anche in alcuni film, fra i quali La fidanzata di Glomdal di Carl Theodor Dreyer (1926) e En herre med bart di Alfred Maurstad.
Alfhid Stormoen è stata la sorella minore del pittore paesaggista Lars Larsen (1876–1955) e sorella maggiore del pianista Nils Larsen (1888–1937); i loro genitori erano Nils August Larsen e Anne Jensen Røhne. Alfhild Stormoen ha avuto due figlie da Harald Stormoen: Anne (16/02/1911-24/04/1930) e Siri Stormoen (da sposata: Boehlke, 11/06/1921-02/10/1981).

## Filmografia
- La fidanzata di Glomdal (Glomdalsbruden), regia di Carl Theodor Dreyer (1926)
- En herre med bart, regia di Alfred Maurstad (1942)
- Skadeskutt, regia di Edith Carlmar (1951)